# Siamosuchus
Siamosuchus – wymarły rodzaj krokodylomorfa, zaliczanego do kladu Mesoeucrocodylia, a w jego obrębie do rodziny Goniopholididae. Jego skamieniałości odkryto w preaptowskich (dolnokredowych) skałach formacji Sao Khua w Tajlandii. Znany jest z fragmentarycznej czaszki, większej części prawej połowy szkieletu pozaczaszkowego i pewnych osteodermów. Siamosuchus opisali Lauprasert i współpracownicy w 2007. Gatunkiem typowym ustanowili S. phuphokensis. Siamosuchus może być blisko spokrewniony z europejskim rodzajem Goniopholis.